# 473 (szám)
A 473 (római számmal: CDLXXIII) egy természetes szám, félprím, a 11 és a 43 szorzata.

## A szám a matematikában
A tízes számrendszerbeli 473-as a kettes számrendszerben 111011001, a nyolcas számrendszerben 731, a tizenhatos számrendszerben 1D9 alakban írható fel.
A 473 páratlan szám, összetett szám, azon belül félprím, kanonikus alakban a 111 · 431 szorzattal, normálalakban a 4,73 · 102 szorzattal írható fel. Négy osztója van a természetes számok halmazán, ezek növekvő sorrendben: 1, 11, 43 és 473.
A 473 négyzete 223 729, köbe 105 823 817, négyzetgyöke 21,74856, köbgyöke 7,79149, reciproka 0,0021142. A 473 egység sugarú kör kerülete 2971,94665 egység, területe 702 865,38279 területegység; a 473 egység sugarú gömb térfogata 443 273 768,1 térfogategység.